# 城崎町
城崎町（きのさきちょう）は、かつて兵庫県の北東部にあった旧城崎郡の町。本項目では、町制前の名称である湯島村（ゆしまむら）についても述べる。
2005年4月1日、豊岡市、城崎郡竹野町・日高町、出石郡出石町・但東町と対等合併して新「豊岡市」となったため消滅した。

## 地理
円山川の西岸に沿って市街地があり、その中に城崎温泉も位置する。なお、日本海にごく近い印象があるものの、町域は豊岡市と竹野町に抱かれたような立地となっており、海には直接面していない。
城崎温泉は関西の奥座敷として知られ、京阪神方面から城崎温泉駅まで多数の特急列車が直通している（大阪・尼崎方面からは「こうのとり」、京都方面からは「きのさき」、大阪・姫路方面からは「はまかぜ」）。
- 山: 来日岳 (567m)

### 隣接していた自治体
- 豊岡市
- 城崎郡竹野町

## 歴史
城崎温泉は、温泉寺の開祖である道智上人という僧が衆生済度の大願を発し、一千日の祈願をしたことにより開かれた温泉と伝える。のちに聖武天皇の勅を得て、道智上人が温泉寺を開創した。以後多くの人に親しまれ、桂小五郎も一時ここに潜んだという。志賀直哉の『城の崎にて』は、彼が1913年事故に遭い、当地で療養した折の経験を元にしている。

### 沿革
- 1889年（明治22年）4月1日 - 町村制の施行により、今津村・湯島村・桃島村の区域をもって湯島村が発足。
- 1895年（明治28年）3月15日 - 湯島村が町制施行・改称して城崎町となる。
- 1955年（昭和30年）2月1日 - 内川村と合併し、改めて城崎町が発足。
- 2005年（平成17年）4月1日 - 豊岡市・竹野町・日高町・出石郡出石町・但東町と合併し、改めて豊岡市が発足。同日城崎町廃止。

## 経済

### 産業
農業
『大日本篤農家名鑑』によれば城崎町の篤農家は「西村佐兵衛、片岡平八郎、加藤信太郎」などがいた。
商工業
『山陰実業興信録 大正11年』によれば物品販売業を営む人物は「岡田兵三郎、竹内瀧蔵、久保田宗吉、久保田順三、谷垣意知治、熊原幸吉、下山鹿次郎、武内増蔵、佐藤甚太郎、今西清蔵」などがいた。
製造業を営む人物は「細田顕次」、運送業を営む人物は「高橋大治郎」、請負業を営む人物は「藤原孫蔵」、仲立業を営む人物は「沖野秀治」などがいた。
旅館業を営む人物は「西村六左衛門、伊賀政蔵、片岡平八郎、結城小左衛門、結城寛、杉本繁造、井上吉右衛門、守口九左衛門、山本小ベン、齊藤宗三郎、安田貞吉、垣谷はる、輪笠與八郎、石田松太郎、西村佐兵衛、柿谷しな、兒島國治、河原庄三郎、西村彦七」などがいた。

## 交通

### 鉄道
- JR西日本
  - 山陰本線：玄武洞駅 - 城崎温泉駅

### 道路
- 都道府県道
  - 兵庫県道3号豊岡瀬戸線
  - 兵庫県道9号豊岡竹野線
  - 兵庫県道548号戸島玄武洞豊岡線

### バス
- 全但バス

## 出身・ゆかりのある人物
- 太田垣士郎（実業家、京阪神急行電鉄社長、関西電力社長）
- 片岡平八郎（城崎町長、兵庫県会議員、三木屋、旅館業）
- 西村佐兵衛（城崎町長、西村屋会長）
- 西村肇（城崎町長、西村屋会長）